# Liste der FDGB-Pokal-Siegertrainer

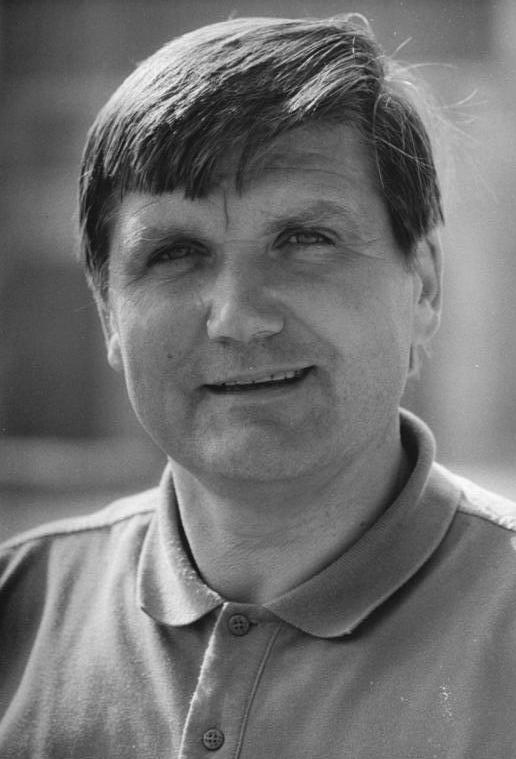
Hans Meyer (Foto von 1990) ist gemeinsam mit Heinz Krügel Rekordsiegertrainer und zudem jüngster Siegertrainer und ist der einzige, der auch den DFB-Pokal gewinnen konnte.

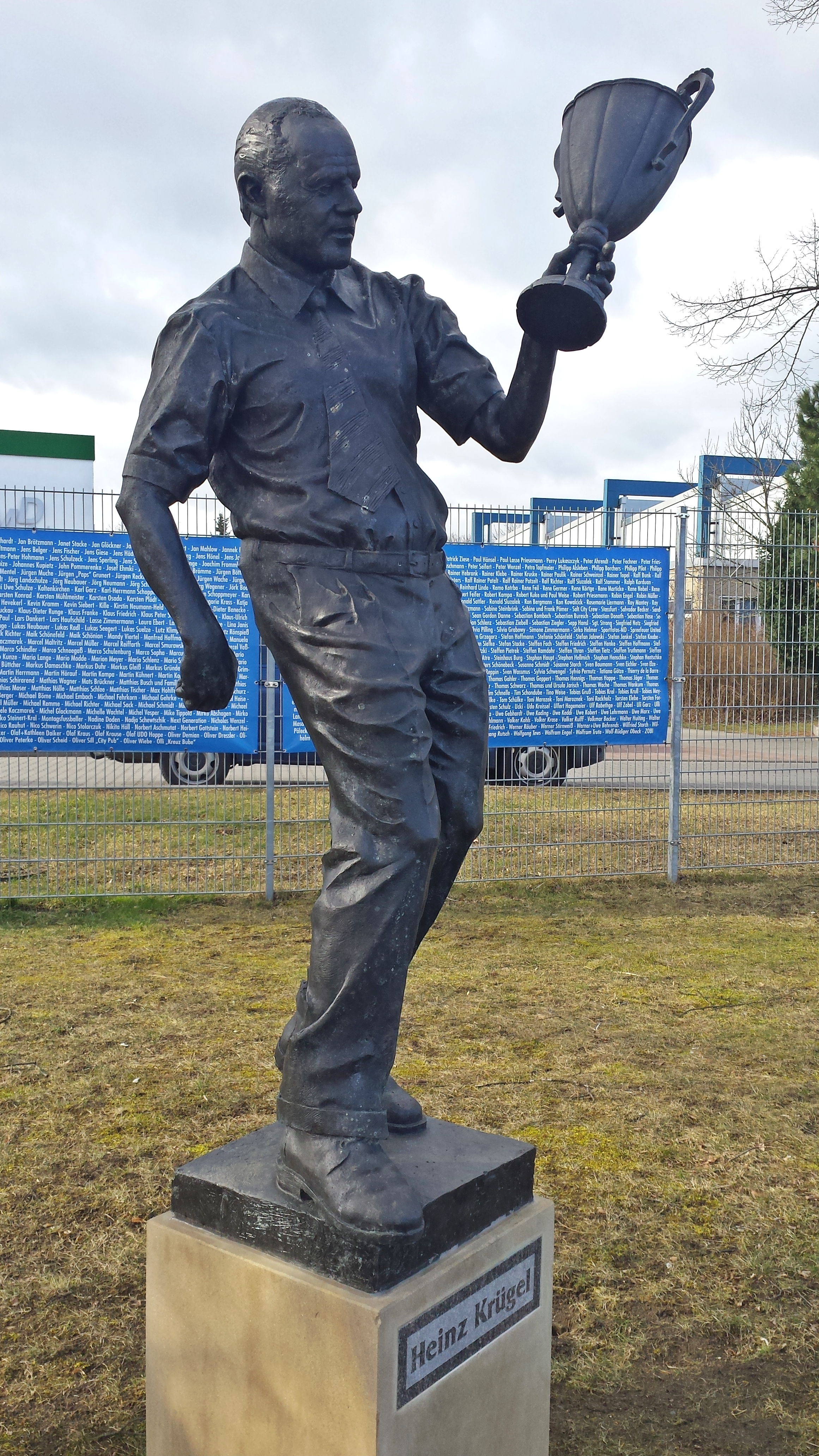
Wie Meyer konnte auch Heinz Krügel dreimal den FDGB-Pokal gewinnen.

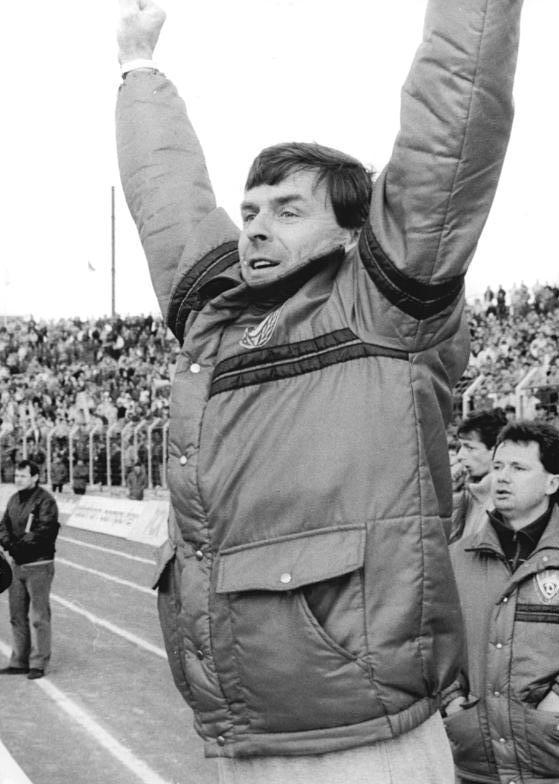
Jürgen Bogs konnte den Pokal zweimal gewinnen; das Foto zeigt ihn nach dem erfolgreichen Finale 1989.

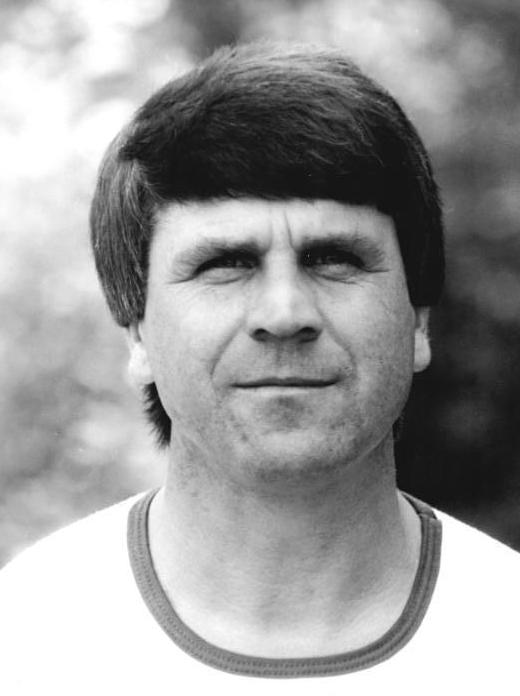
Ebenfalls doppelt erfolgreich war Hans-Ulrich Thomale; hier auf einem Foto von 1987.

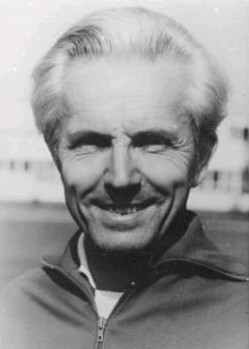
Georg Buschner gewann den Pokal 1960 und trainierte von 1970 bis 1981 die Nationalmannschaft der DDR. Das Foto zeigt ihn 1974.

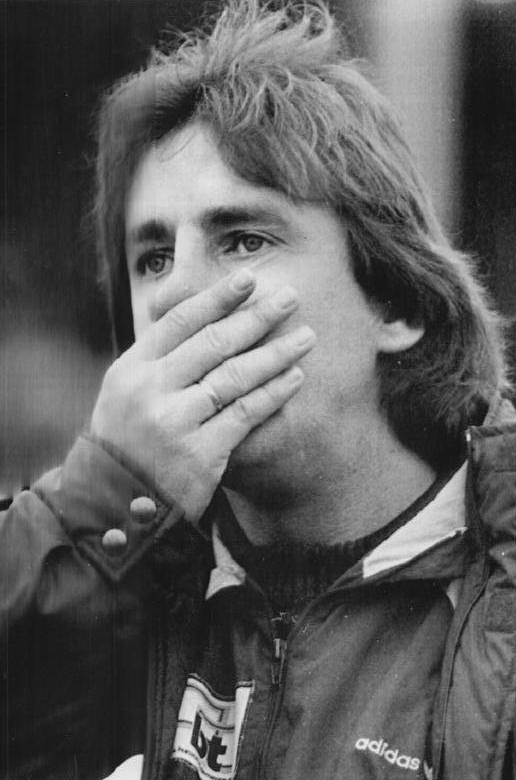
Uwe Reinders (Foto von 1990) gewann 1991 den letzten ausgetragenen FDGB-Pokal.

Diese Liste der FDGB-Pokal-Siegertrainer nennt alle Fußballtrainer, die den FDGB-Pokal der Deutschen Demokratischen Republik gewinnen konnten.
Der FDGB-Pokal wurde von 1949 bis 1991 vierzig Mal ausgetragen, dabei waren 28 unterschiedliche Trainer mit ihren Mannschaften erfolgreich. Jeweils drei Titel konnten Hans Meyer und Heinz Krügel erringen, Meyer alle mit dem gleichen Verein, Krügel mit zwei verschiedenen.
Hans Meyer war zudem mit 29 Jahren und 193 Tagen der jüngste Trainer, der im Finale erfolgreich war, und der einzige, der auch den DFB-Pokal gewinnen konnte. Ältester Siegertrainer war Alfred Kunze mit 56 Jahren und 234 Tagen.
Der letzte Ausgetragene FDGB-Pokal wurde 1991 von Uwe Reinders gewonnen, nachdem die Deutsche Wiedervereinigung bereits stattgefunden hatte.

## Die Siegertrainer
- Saison: Nennt die Spielzeit des Pokals. Es wird jeweils auf den Saisonartikel verlinkt.
- Name: Nennt den Namen des Trainers zum Zeitpunkt des Finales.
- Nationalität: Nennt die Nationalität des Siegertrainers durch die Flagge des Landes.
- Verein: Nennt den Verein, den der Trainer zum Pokalsieg geführt hat. Die Sortierung orientiert sich in erster Linie am Namen der Stadt.
- Alter: Nennt das Alter des Trainers am Tag des Finales.

| Saison    | Name                | Nat.                                    | Verein                    | Alter |
| --------- | ------------------- | --------------------------------------- | ------------------------- | ----- |
| 1949      | Johannes Manthey    | Deutschland Demokratische Republik 1949 | BSG Waggonbau Dessau      | 35    |
| 1949/1950 | Kurt Vorkauf        | Deutschland Demokratische Republik 1949 | BSG Eisenhüttenwerk Thale | 52    |
| 1951/1952 | Paul Döring         | Deutschland Demokratische Republik 1949 | SG Volkspolizei Dresden   | 41    |
| 1952/1954 | Kurt Vorkauf        | Deutschland Demokratische Republik 1949 | ZSK Vorwärts KVP Berlin   | 56    |
| 1954/1955 | Karl Dittes         | Deutschland Demokratische Republik 1949 | SC Wismut Karl-Marx-Stadt | 37    |
| 1956      | Horst Sockoll       | Deutschland Demokratische Republik 1949 | SC Chemie Halle-Leuna     | 31    |
| 1957      | Fritz Wittenbecher  | Deutschland Demokratische Republik 1949 | SC Lokomotive Leipzig     | 47    |
| 1958      | Hans Siegert        | Deutschland Demokratische Republik 1949 | SC Einheit Dresden        | 44    |
| 1959      | Fritz Bachmann      | Deutschland Demokratische Republik 1949 | SC Dynamo Berlin          | 38    |
| 1960      | Georg Buschner      | Deutschland Demokratische Republik 1949 | SC Motor Jena             | 34    |
| 1961/1962 | Heinz Krügel        | Deutschland Demokratische Republik 1949 | SC Chemie Halle           | 41    |
| 1962/1963 | Karl Dittes         | Deutschland Demokratische Republik 1949 | BSG Motor Zwickau         | 45    |
| 1963/1964 | Ernst Kümmel        | Deutschland Demokratische Republik 1949 | SC Aufbau Magdeburg       | 39    |
| 1964/1965 | Ernst Kümmel        | Deutschland Demokratische Republik 1949 | SC Aufbau Magdeburg       | 40    |
| 1965/1966 | Alfred Kunze        | Deutschland Demokratische Republik 1949 | BSG Chemie Leipzig        | 56    |
| 1966/1967 | Horst Oettler       | Deutschland Demokratische Republik 1949 | BSG Motor Zwickau         | 44    |
| 1967/1968 | Werner Schwenzfeier | Deutschland Demokratische Republik 1949 | 1. FC Union Berlin        | 43    |
| 1968/1969 | Heinz Krügel        | Deutschland Demokratische Republik 1949 | 1. FC Magdeburg           | 48    |
| 1969/1970 | Fritz Belger        | Deutschland Demokratische Republik 1949 | FC Vorwärts Berlin        | 56    |
| 1970/1971 | Walter Fritzsch     | Deutschland Demokratische Republik 1949 | SG Dynamo Dresden         | 50    |
| 1971/1972 | Hans Meyer          | Deutschland Demokratische Republik 1949 | FC Carl Zeiss Jena        | 29    |
| 1972/1973 | Heinz Krügel        | Deutschland Demokratische Republik 1949 | 1. FC Magdeburg           | 52    |
| 1973/1974 | Hans Meyer          | Deutschland Demokratische Republik 1949 | FC Carl Zeiss Jena        | 31    |
| 1974/1975 | Karl-Heinz Kluge    | Deutschland Demokratische Republik 1949 | BSG Sachsenring Zwickau   | 45    |
| 1975/1976 | Horst Scherbaum     | Deutschland Demokratische Republik 1949 | 1. FC Lokomotive Leipzig  | 50    |
| 1976/1977 | Walter Fritzsch     | Deutschland Demokratische Republik 1949 | SG Dynamo Dresden         | 56    |
| 1977/1978 | Klaus Urbanczyk     | Deutschland Demokratische Republik 1949 | 1. FC Magdeburg           | 37    |
| 1978/1979 | Klaus Urbanczyk     | Deutschland Demokratische Republik 1949 | 1. FC Magdeburg           | 38    |
| 1979/1980 | Hans Meyer          | Deutschland Demokratische Republik 1949 | FC Carl Zeiss Jena        | 37    |
| 1980/1981 | Harro Miller        | Deutschland Demokratische Republik 1949 | 1. FC Lokomotive Leipzig  | 41    |
| 1981/1982 | Gerhard Prautzsch   | Deutschland Demokratische Republik 1949 | SG Dynamo Dresden         | 40    |
| 1982/1983 | Claus Kreul         | Deutschland Demokratische Republik 1949 | 1. FC Magdeburg           | 39    |
| 1983/1984 | Klaus Sammer        | Deutschland Demokratische Republik 1949 | SG Dynamo Dresden         | 41    |
| 1984/1985 | Klaus Sammer        | Deutschland Demokratische Republik 1949 | SG Dynamo Dresden         | 42    |
| 1985/1986 | Hans-Ulrich Thomale | Deutschland Demokratische Republik 1949 | 1. FC Lokomotive Leipzig  | 41    |
| 1986/1987 | Hans-Ulrich Thomale | Deutschland Demokratische Republik 1949 | 1. FC Lokomotive Leipzig  | 42    |
| 1987/1988 | Jürgen Bogs         | Deutschland Demokratische Republik 1949 | BFC Dynamo                | 41    |
| 1988/1989 | Jürgen Bogs         | Deutschland Demokratische Republik 1949 | BFC Dynamo                | 42    |
| 1989/1990 | Reinhard Häfner     | Deutschland Demokratische Republik 1949 | SG Dynamo Dresden         | 38    |
| 1990/1991 | Uwe Reinders        | Deutschland                             | Hansa Rostock             | 36    |

## Die erfolgreichsten Trainer
- Platz: Gibt die Reihenfolge der Siegertrainer wieder. Diese wird durch die Anzahl der Titel bestimmt. Bei gleicher Anzahl an Titeln wird alphabetisch sortiert.
- Name: Nennt den Namen des Siegertrainers.
- Titel: Nennt die Anzahl der Pokalsiege. Es werden nur Trainer mit mindestens zwei Pokalsiegen berücksichtigt.
- Jahre: Nennt die Jahre, in der der Trainer den Pokal gewinnen konnte.

| Platz | Name                | Titel | Jahre            |
| ----- | ------------------- | ----- | ---------------- |
| 1.    | Heinz Krügel        | 3     | 1962, 1969, 1973 |
| 1.    | Hans Meyer          | 3     | 1972, 1974, 1980 |
| 3.    | Jürgen Bogs         | 2     | 1988, 1989       |
| 3.    | Karl Dittes         | 2     | 1955, 1963       |
| 3.    | Walter Fritzsch     | 2     | 1971, 1977       |
| 3.    | Ernst Kümmel        | 2     | 1964, 1965       |
| 3.    | Klaus Sammer        | 2     | 1984, 1985       |
| 3.    | Hans-Ulrich Thomale | 2     | 1986, 1987       |
| 3.    | Klaus Urbanczyk     | 2     | 1978, 1979       |
| 3.    | Kurt Vorkauf        | 2     | 1950, 1954       |

Außerdem gibt es noch achtzehn Trainer, die den Pokal je einmal gewinnen konnten.